# 1710 en Grande-Bretagne
Chronologie de la Grande-Bretagne
- 1706
- 1707
- 1708
- 1709
- 1710
- 1711
- 1712
- 1713
- 1714

Cette page concerne l’année 1710 en Grande-Bretagne.

## Titulaires
- Monarque – Anne
- Parlement – 2e (jusqu'au 21 septembre), 3e (à partir du 25 novembre)

## Événements
- janvier – pénuries alimentaires dans les grandes villes en raison de l'hiver rigoureux[1].
- 27 février–21 mars – Procès de Henry Sacheverell pour avoir prêché la critique de la Glorieuse Révolution, considérée comme subversive par le gouvernement Whig[2].
- 1 mars – émeutes à Londres, en soutien à Sacheverell[1].
- 10 avril – Le Statute of Anne, la première loi sur le droit d'auteur, entre en vigueur[3].
- 19 avril – La Reine Anne  rencontre les Quatre rois mohawks[4].
- 16 juillet – Guerre de Succession d'Espagne: Bataille d'Almenar: victoire de la monarchie des Habsbourg en alliance avec la Grande-Bretagne contre l'Espagne bourbon (en)[1].
- 9 août – Guerre de Succession d'Espagne: Bataille de Saragosse: victoire de la monarchie des Habsbourg en alliance avec la Grande-Bretagne contre l'Espagne bourbon[1].
- 11 août – une administration Tory est formée avec Robert Harley comme Chancelier de l'Échiquier après la chute du gouvernement whig[2].
- 13 octobre – Guerre de la reine Anne:  la reddition des français mettant fin au Siège de Port Royal donne aux Britanniques la possession permanente de la Nouvelle-Écosse.
- 25 novembre – après les élections générales, le quatrième parlement du règne de la Reine Anne est composé principalement de MPs Tory[2].
- 8–9 décembre – Guerre de Succession d'Espagne: Bataille de Brihuega: les Britanniques sont vaincus par les troupes françaises et espagnol[2].

## Publications
- John Arbuthnot's paper An Argument for Divine Providence, Taken From the Constant Regularity Observ'd in the Births of Both Sexes.

## Naissances en 1710
- 12 mars – Thomas Augustine Arne, compositeur († 1778)
- 15 avril – William Cullen, médecin et chimiste écossais († 1790)
- 17 avril – Henry Erskine, 10e Comte de Buchan, franc-maçon écossais († 1767)
- 25 avril – James Ferguson, astronome écossais († 1776)
- 26 avril – Thomas Reid, philosophe écossais († 1796)
- 16 mai – William Talbot, 1er Comte Talbot, homme politique († 1782)
- 10 juin – James Short, mathématicien et opticien († 1768)
- 13 aout – William Heberden, physicien († 1801)
- 19 aout – Charles Wyndham, 2e Comte d'Egremont, homme d'État († 1763)
- 20 aout – Thomas Simpson, mathématicien († 1761)
- 30 septembre – John Russell, 4e Duc de Bedford, homme d'État († 1771)
- 24 octobre – Alban Butler, prêtre catholique et écrivain († 1773)
- 8 novembre – Sarah Fielding, écrivain († 1768)
- 27 novembre – Robert Lowth, évêque et linguiste († 1787)

## Décès en 1710
- 1 janvier – William Bruce, architecte écossais (° 1630)
- 5 mars – John Holt (en), Lord juge en chef (° 1642)
- 28 avril – Thomas Betterton, acteur anglais (° 1635)
- 1 juin – David Mitchell (en), amiral écossais (° 1642)